# Osmery
Osmery település Franciaországban, Cher megyében. Lakosainak száma 273 fő (2022. január 1.). Osmery Jussy-Champagne, Raymond, Cornusse, Charly, Blet, Lantan, Bussy és Vornay községekkel határos.

## Népesség
A település népessége az elmúlt években az alábbi módon változott:

| 2021 | 272 |
| 2022 | 273 |